# Gerbillus famulus
Gerbillus famulus és una espècie de mamífer rosegador de la família dels múrids. És endèmic del sud-oest del Iemen. Els seus hàbitats naturals són els vessants dels turons amb eufòrbies, encara que també se n'han trobat exemplars a camps en guaret. De vegades s'apropia dels caus d'altres espècies. És una espècie en risc mínim, és a dir, no sembla que hi hagi cap amenaça significativa per a la seva supervivència.